# Wilhelm Carl Johann Wedding
Wilhelm Carl Johann Wedding (* 18. August 1830 in Berlin; † 15. April 1908 in Berlin) war ein deutscher Maschinenbauingenieur und Unternehmer.

## Leben
Nach einem Maschinenbau-Studium gründete Wedding im Jahr 1857 eine Maschinenfabrik und Eisengießerei, die Wedding’sche Fabrik auf dem Grundstück Oranienburger Straße 94 in unmittelbarer Nähe des Oranienburger Tors in Berlin. Bis 1882 stand die Fabrik unter seiner Leitung.

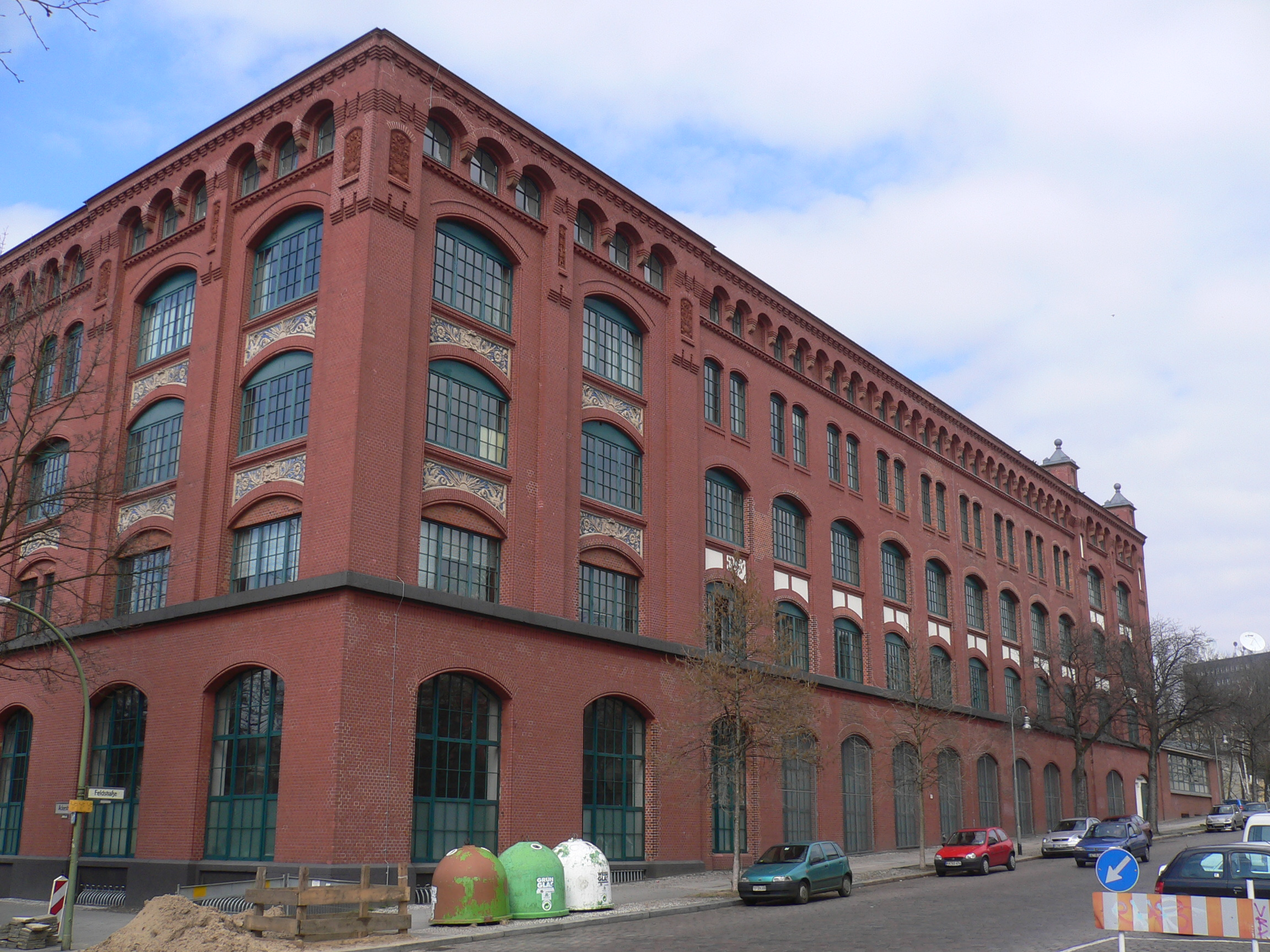
AEG-Apparatewerk Ackerstraße

Die Verwaltung des Unternehmens saß ursprünglich im Gebäude Ackerstraße 50 in Berlin-Gesundbrunnen und wurde später ins Haus Ackerstraße 76 verlagert. Die von Wedding gegründete Fabrik wurde im Jahr 1878 von der Deutschen Edison-Gesellschaft für angewandte Elektricität erworben, die sich später in AEG umbenannte. Von 1888 bis 1890 wurde auf dem Gelände an der Ackerstraße ein fünfgeschossiges Fabrikgebäude nach Plänen von Franz Schwechten und Paul Tropp errichtet, das zu großen Teilen erhalten ist. Dies wurde dann als „Weddingsche Apparatefabrik“ die erste Fabrik der AEG im Wedding.
Wedding wohnte zuerst im Haus Brunnenstraße 111 im Wedding, ab 1870 im Haus Chausseestraße 73, ebenfalls im Wedding.